# Dépression tropicale One-C (2005)
Dépression tropicale One-C, le premier système tropical dans le Pacifique Central en 2005 s'est formé à l'est-sud-est d'Hawaï le 3 août, un mois plus tard que le premier (et seul) système central se soit développé en 2004. Il a commencé une course vers l'ouest, ce qui aurait pu le placer dans la mire de l'île de Oahu quelques jours plus tard. Les premières prévisions avaient laissé croire qu'il allait se changer en tempête tropicale (aucune ne s'est formée dans le Pacifique Central depuis Huko dans la saison 2002). Par contre, les modèles des jours suivants ont changé pour indiquer qu'il n'y avait aucune progression en force. Peu de temps après, les courants de convections ont cessé et le système a perdu sa circulation fermée alors qu'il était à 1200 km de Hilo.